# Escavadodontidae
Escavadodontidae es una familia extinta de pangolines, un mamífero insectívoro endémico de América del Norte que vivió durante el Paleoceno hace entre 63,3 y 60,2 millones de años aproximadamente.

## Taxonomía
Escavadodontidae fue nombrado por  Rose y Lucas (2000), que originalmente describieron un primitivo palaenodonte  llamado Escavadodon zygus.